# Mao Yi

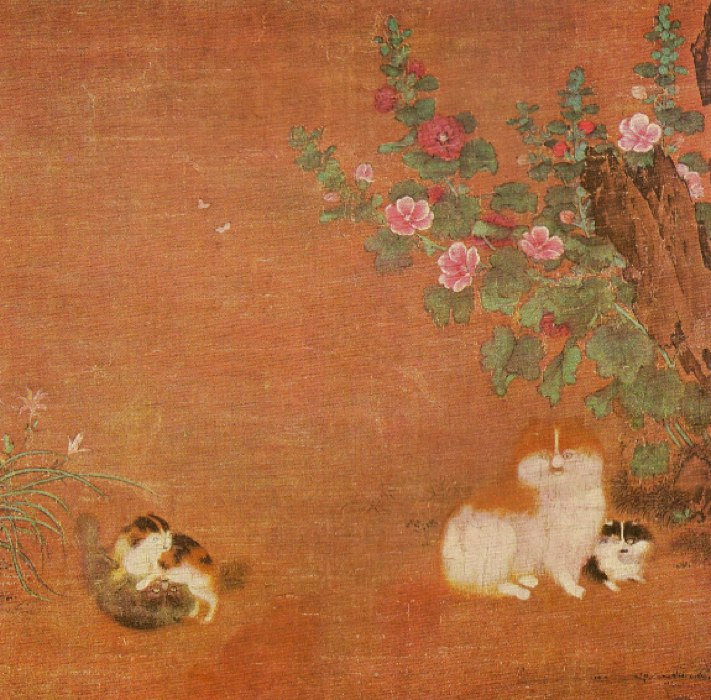
Une chatte et ses petits par Mao Yi.

Mao Yi ou Mao I (毛益) est un peintre chinois du XIIe siècle, originaire de la province du Jiangsu. Ses dates de naissance et de décès ne sont pas connues mais on sait qu'il est actif dans la seconde moitié du XIIe siècle.

## Biographie
Fils du peintre Mao Song (XIIe siècle), il est membre (Daizhao) de l'Académie de peinture  pendant l'ère Qiandao (1165-1173), sous le règne de Song Xiaozong de la Dynastie Song du Sud. Il est connu pour ses représentations de fleurs, d'oiseaux et d'animaux, particulièrement les chats et les chiens. Son style, imprégné de calme, de sérénité et de paix, est totalement caractéristique de l'état d'esprit régnant dans l'Académie des Song du Sud et exprime un sentiment de sécurité aristocratique.

## La peinture d'oiseaux, de fleurs et d'animaux à l'époque des Song
Les peintures d'oiseaux et d'animaux des Song du Sud témoignent du même état d'esprit qui inspire deux petites œuvres attribuées à Mao Yi, un académicien du XIIe siècle. Dans l'une, une chienne et ses chiots, dans l'autre, une chatte et ses petits; dans les deux cas, un jardin pour décor. La chatte, avec sa dignité toute ronde, est la sœur à quatre pattes des dames Tang; son attitude et son regard imperturbable expriment le même sentiment de sécurité aristocratique; deux chatons sont en train de jouer; un troisième, au premier plan, son poil orange presque invisible contre la terre brune, lève les yeux vers deux minuscules papillons blancs qui dansent dans un rayon de soleil près des roses trémières.

## Musées
- Boston (Mus. of Fine Arts) :
  - Un chien, feuille d'album attribuée, probablement de l'époque Yuan.
- Nara (Yamato Bunkakan):
  - Une chatte et ses petits, encre et couleurs sur soie, feuille d'album attribuée. (25,5 x 25,8 centimètres).
  - Cinq chatons et roses trémières, feuille d'album formant une paire avec la précédente.
- Taipei (Nat. Palace Mus.):
  - Deux oies dans les roseaux et plante en fleurs sur la rive, éventail signé, attribution.